# Ivan Šijan
Ivan Šijan (* 2. Juni 1990 in Zagreb, SFR Jugoslawien) ist ein kroatischer Eishockeyspieler, der seit Januar 2015 bei den Herlev Eagles in der dänischen Metal Ligaen unter Vertrag steht.

## Karriere
Ivan Šijan begann seine Karriere als Eishockeyspieler in seiner Heimatstadt in der Nachwuchsabteilung des KHL Medveščak Zagreb. Für den Hauptstadtclub lief der Verteidiger zwischen 2006 und 2009 unter anderem in der Interliga, kroatischen Meisterschaft, sowie der slowenischen Eishockeyliga auf. Mit Medveščak Zagreb gewann er in diesem Zeitraum 2007 und 2009 jeweils den kroatischen Meistertitel. In der Saison 2009/10 gab der kroatische Nationalspieler sein Debüt für Zagreb in der Österreichischen Eishockey-Liga, blieb jedoch zunächst bei nur einem Einsatz. Die restliche Spielzeit verbrachte er bei Medveščaks zweiter Mannschaft in der Slohokej Liga. 
In der Saison 2010/11 gehörte Šijan erstmals zum Stammpersonal von Medveščak in der EBEL. In insgesamt 56 Spielen blieb er punktlos und erhielt vier Strafminuten. Zudem lief er 22 Mal für das Team Zagreb, das Gemeinschaftsprojekt der Zagreber Spitzenvereine, in der Slohokej Liga auf und wurde mit Medveščaks zweiter Mannschaft zum insgesamt dritten Mal in seiner Laufbahn Kroatischer Meister. Auch 2012, 2013 und 2014 konnte er mit seiner Mannschaft den kroatischen Titel erringen. Nachdem er in der Spielzeit 2013/14 nicht mehr in der ersten Mannschaft, die inzwischen in der KHL spielte, eingesetzt wurde, wechselte er im Sommer 2014 zum slowenischen Spitzenverein HDD Olimpija Ljubljana, für den er sowohl in der EBEL, als auch in der slowenischen Liga auf dem Eis stand. Bereits im Januar 2015 verließ er die Mannschaft aus Laibach aber wieder und schloss sich den Herlev Eagles aus der dänischen Metal Ligaen an, für die er seither spielt.

### International
Für Kroatien nahm Šijan im Juniorenbereich an den U18-Junioren-Weltmeisterschaften der Division II 2006, 2007 und 2008, den U20-Junioren-Weltmeisterschaften der Division II 2007, 2008 und 2009 sowie der U20-Junioren-Weltmeisterschaft der Division I 2010 teil. Im Seniorenbereich stand er im Aufgebot seines Landes bei der Weltmeisterschaft der Division I 2010 sowie den Turnieren der Division II 2011, 2012 und 2013. Zudem vertrat er Kroatien bei den Qualifikationsturnieren für die Olympischen Winterspiele 2010 in Vancouver und 2014 in Sotschi.

## Erfolge und Auszeichnungen
- 2007 Kroatischer Meister mit dem KHL Medveščak Zagreb
- 2009 Kroatischer Meister mit dem KHL Medveščak Zagreb
- 2011 Kroatischer Meister mit dem KHL Medveščak Zagreb
- 2012 Kroatischer Meister mit dem KHL Medveščak Zagreb
- 2013 Kroatischer Meister mit dem KHL Medveščak Zagreb
- 2014 Kroatischer Meister mit dem KHL Medveščak Zagreb

### International
- 2009 Aufstieg in die Division I bei der U20-Junioren-Weltmeisterschaft der Division II, Gruppe B
- 2013 Aufstieg in die Division I, Gruppe B, bei der Weltmeisterschaft der Division II, Gruppe A

## Statistik
(Stand: Ende der Saison 2012/13)